# 안나 마리아 무솔리니

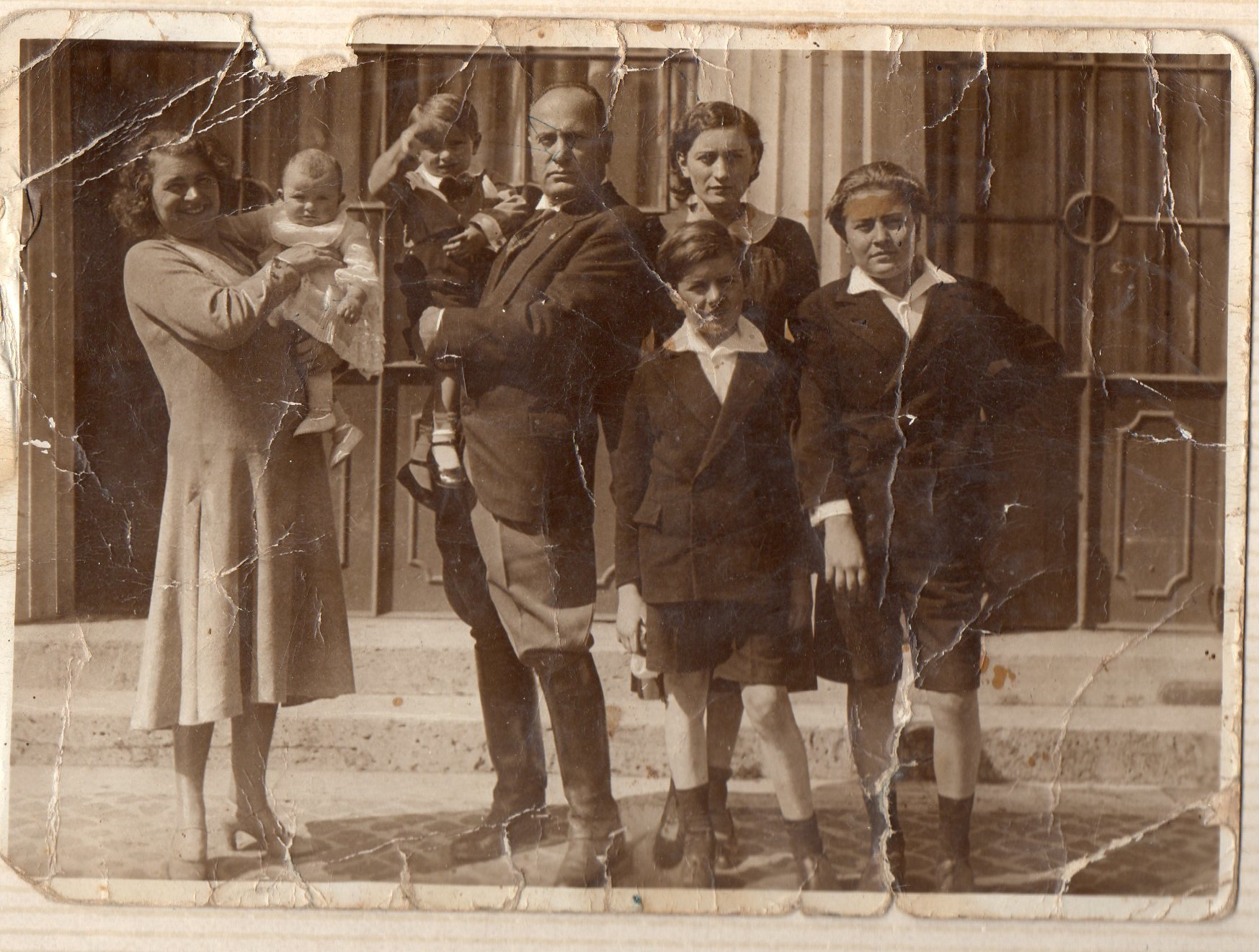
안나 마리아 무솔리니

안나 마리아 무솔리니(이탈리아어: Anna Maria Mussolini, 1929년 9월 13일 ~ 1968년 4월 26일)는  이탈리아의 라디오 진행자였다. 그녀는 베니토 무솔리니와 라켈레 귀디의 다섯째 아이였다.